# Karolinerna (bok)
Karolinerna är en bok av Verner von Heidenstam, utgiven i två delar 1897–1898. Det är en novellsamling som utspelar sig innan och under Stora nordiska kriget. Första novellen heter Gröna gången som skildrar när Slottet Tre Kronor brinner 1697. De sista novellerna utspelar sig efter kriget.